# 中华环保联合会
中华环保联合会（英語：All-China Environment Federation，缩写：ACEF）是中华人民共和国环保部主管的非营利性社会组织，由热心环保事业的人士、企业、事业单位自愿结成。

## 官方说明
该组织官方网站称，其主要职能包括
1. 团结各方面的力量，共同参与环保工作与环境监督，促进中国环境事业发展；
2. 确立中国环保社团的国际地位，推动世界环境事业的进步与发展。

其工作范围包括
1. 围绕国家环境与发展的目标和任务，为政府提供环境决策建议；
2. 进行环境方面的法律维权，推动相关的立法工作，对环境权益受侵害的公民提供多方面法律支持；
3. 进行环境宣传教育活动，建立公众环境信息网站并提供相关的政策和技术咨询服务，提高全民环境意识；
4. 通过对国内环保非政府组织的调研，引导其与国外环保非政府组织合作，促进中国环保非政府组织组织健康发展并确立其应有的国际地位，组织国际民间环保活动，维护中国环保国际形象。

## 会员组成
中华环保联合会的会员包括个人会员和企业会员。个人会员包括政府机关工作人员，企业工人和社会人士。企业会员分会员单位、理事单位、常务理事单位、副主任委员单位、主任委员单位5个级别，根据级别不同每届缴纳相应的费用。具体包括主任委员单位1家，副主任委员单位7家，常务理事单位25家，理事单位100家，会员单位157家。按会费标准计算，每届进账至少1042万元。

## 争议与批评
- 《每日经济新闻》发文指出，联合会于2006年至2008年期间从环保部获取了巨额财政拨款，与其非政府组织的身份不相称。[3]

### 环保法修正案
2013年6月29日，中华人民共和国环境保护法修正案草案二审结束，在该草案的公益诉讼主体部分，有明确提出仅中华环保联合会一家机构具有公益诉讼权力的规定，这被认为是限制了普通民众进行环保方面的诉讼的权利，因此引起广泛争议。人民网发表评论称，联合会的官方背景令其在提起公益诉讼时公正性受损。《每日经济新闻》发表评论称，联合会企业会员很多都是污染大户，这使得其公益性受到质疑。